# D2-es autópálya (Szlovákia)
A D2-es autópálya (szlovákul: Diaľnica D2) egy szlovákiai autópálya, ami Csehországot köti össze Magyarországgal. A kilométerszámozás a cseh-szlovák határnál kezdődik Gázlósnál, a 80. kilométerkő pedig a magyar-szlovák határnál található, Dunacsúnnál. Az út érinti a fővárost, Pozsonyt is. Útba esik egy osztrák határ is Horvátjárfalunál. A Sitiny-alagutat 2007-ben adták át a forgalomnak. Ezzel a szakasszal együtt elkészült a 80 km hosszú út.

## Története
A D2 autópálya első tervei az 1960-as években jelentek meg. 1963-ban, a csehszlovák kormány úgy döntött, hogy egy 117 km-es autópályával közötti össze Brnót és Pozsony, ezáltal egyben Prágával is. A 117 km-ből 58.4 km esett a mai Szlovákia területére. Az építkezés 1969 áprilisában kezdődött, az első szakaszt Pozsonyhidegkút és Malacka között 1973 novemberében nyitották meg. Ez lett a mai Szlovákia első autópályája is. A síkvidéki autópálya építése 1974-ben a cseh oldalon Brno felé folytatódott. Átadására 1980. november 8-án került sor, egy nappal később, mint a D1-es autópálya a Prága felé vezető teljesen elkészült szakaszának.
1985 és 1991 között megépült a Lanfranconi híd. 1987-ben megszülettek a tervek a magyar határig történő meghosszabbításáról. Az újonnan függetlenné vált Szlovákia az építkezést 1996-ban kezdte meg, és 1998 februárjában részben, majd 2002 óta 2x2 sávon avatták fel egészen az M15-ös autóútig. 
1993. január 1-jén Csehszlovákia felbomlott, így az addig átjárható autópályán határellenőrző pont épült a Morva folyó bal partján, szlovák oldalon. A határellenőrzés aztán 2007-ben ismét megszűnt a schengeni egyezményhez való csatlakozással.
2003 májusától 2007 májusáig épült a pozsonyi szakasza az autópályának, amely hét hidat, egy pihenőhelyet, és alagutat is tartalmaz. A Pozsonyi állatkert mentén zajvédő fal épült és új bejáratot kapott az állatkert. Az 1440 m hosszú Sitiny alagút 2007-es átadásával teljesen elkészült a 80 km hosszú autópálya. A városi szakasz 2008-ban elnyerte Szlovák Építőmérnöki Kamara a Legjobb építési munkák megoldása címet.
| Szakasz                                                | Hossza    | Építés kezdete    | Forgalomba helyezése                                           |
| ------------------------------------------------------ | --------- | ----------------- | -------------------------------------------------------------- |
| Cseh határ (Brodské) − Jókút                           | 4,489 km  | 1976. május       | 1980. november 8.                                              |
| Jókút − Malacka                                        | 24,175 km | 1973. május       | 1978. augusztus 1.                                             |
| Malacka − Pozsony-Lamacs                               | 29,336 km | 1969. április 22. | 1973. november 7.                                              |
| Pozsony (Lamacs – Staré grunty utca)                   | 3,661 km  | 2003. október 27. | 2007. június 24.                                               |
| Pozsony (Staré grunty utca − Pozsonyligetfalu)         | 3,500 km  | 1985. április     | 1990. október (részben), 1992. (teljes egészben)               |
| Pozsony (Pozsonyligetfalu − Dunacsún M15-ös autópálya) | 14,890 km | 1996              | 1998. február (részben), 2002. december 13. (teljes autópálya) |

## Díjfizetés
Az autópálya díjfizetés ellenében vehető igénybe.

## Galéria

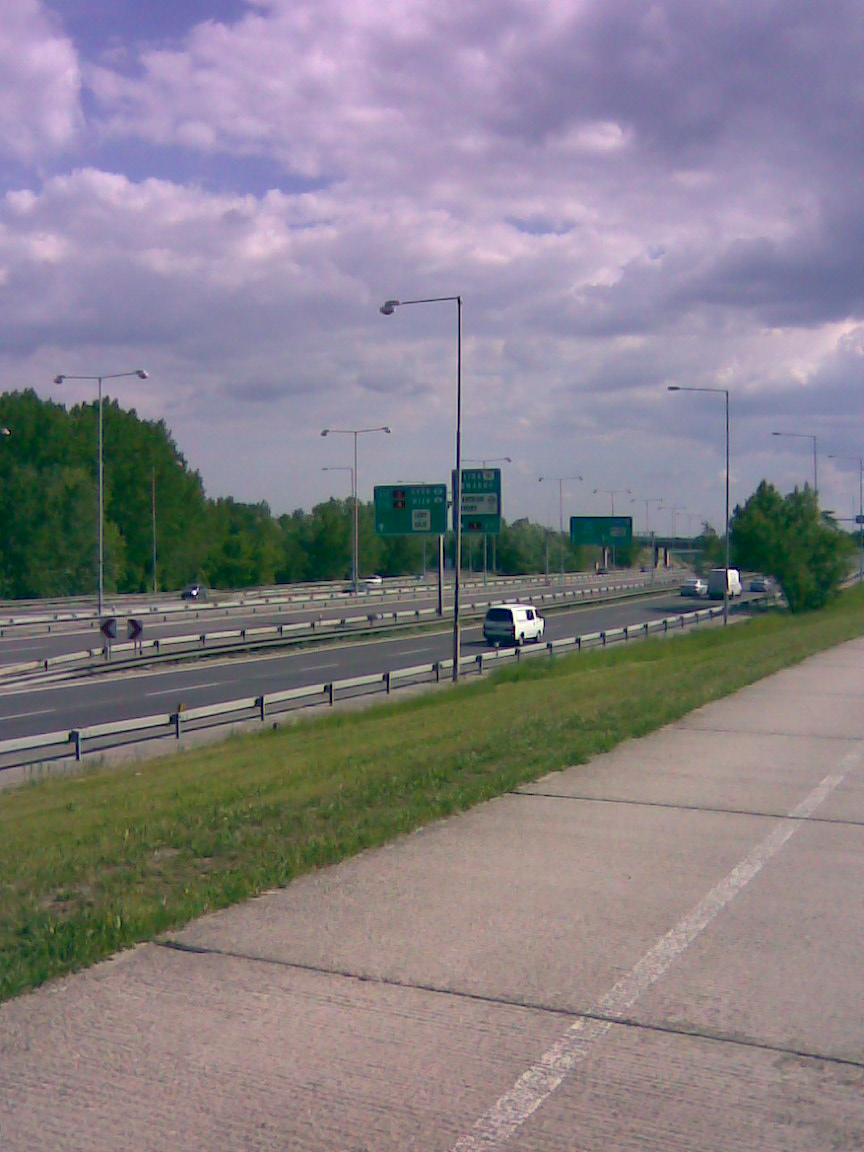
A D2 Pozsonynál (Magyarország felől)
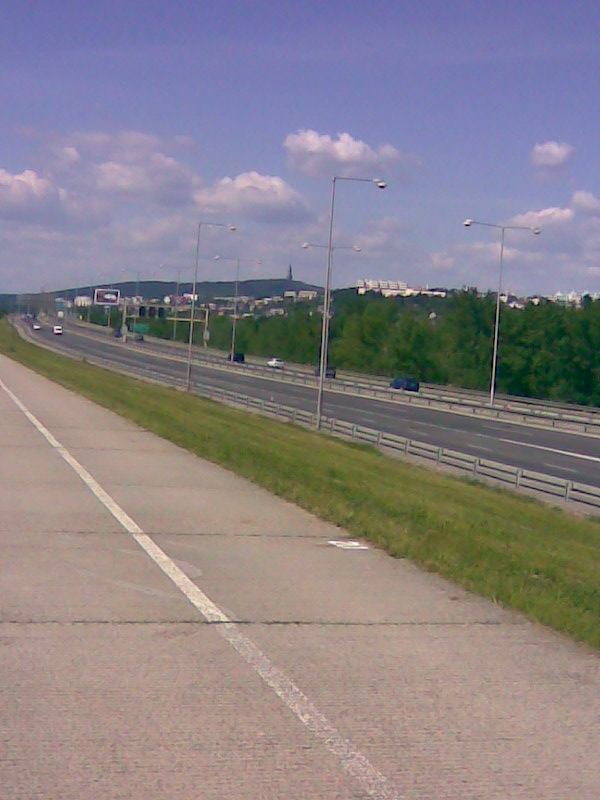
A D2 Pozsonynál (Csehország felől)
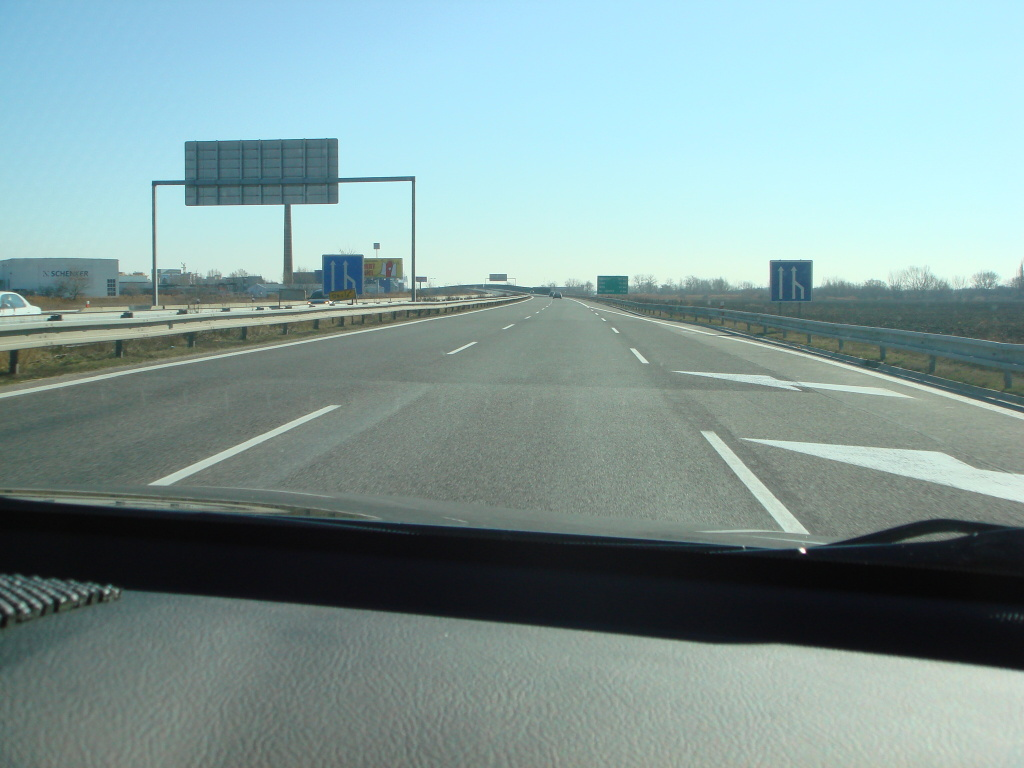
A D2 Pozsonyligetfalunál
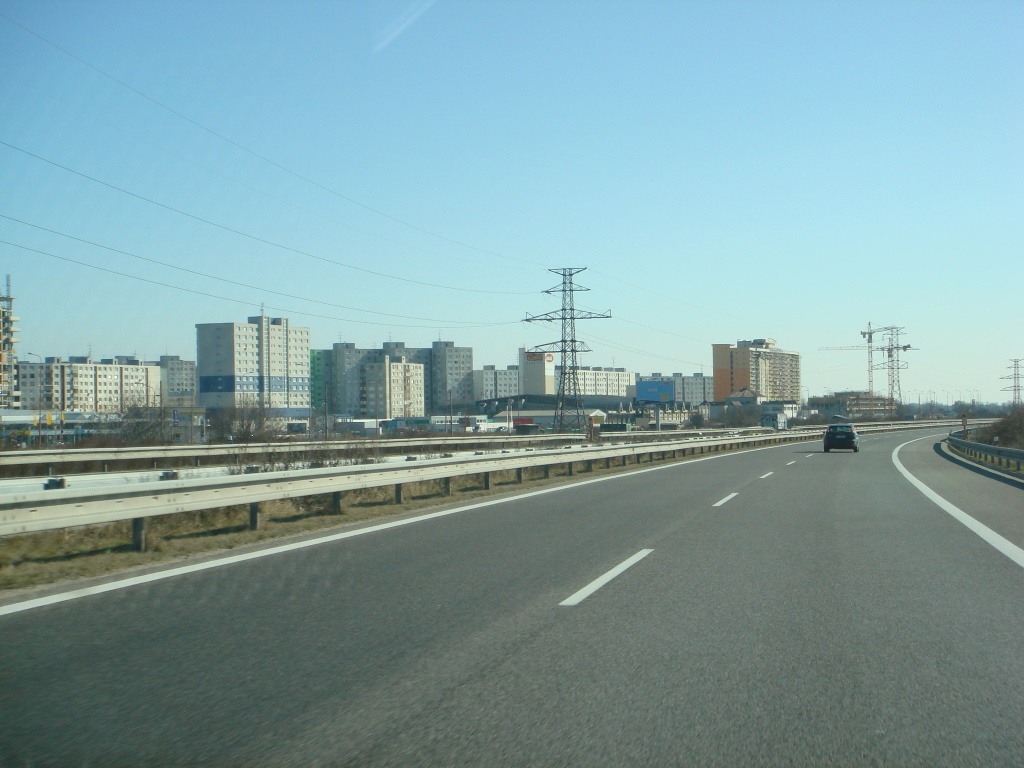
A D2 Pozsonyligetfalunál

## Fordítás
- Ez a szócikk részben vagy egészben  a   Diaľnica D2 című német Wikipédia-szócikk fordításán alapul.  Az eredeti cikk szerkesztőit annak laptörténete sorolja fel. Ez a jelzés csupán a megfogalmazás eredetét és a szerzői jogokat jelzi, nem szolgál a cikkben szereplő információk forrásmegjelöléseként.